# كوليندريس
بلدية كوليندريس (بالإسبانية: Colindres)‏، هي إحدى بلديات منطقة كانتابريا, المصنفة على أنها مقاطعة أيضاً، في شمال إسبانيا.
يبلغ عدد سكانها 6.911 نسمة وفقاً لإحصائية سنة (2002).